# پدرو بارنی
پدرو بارنی (پرتغالی: Pedro Barny؛ زادهٔ ۲۰ ژوئیهٔ ۱۹۶۶) بازیکن سابق و مربی فوتبال اهل پرتغال است.
از باشگاه‌هایی که در آن بازی کرده‌است می‌توان به بوآویستا، اسپورتینگ لیسبون و بلننسس اشاره کرد.